# Roberto Caballero
Roberto Carlos Fabián Caballero (Buenos Aires, 27 de febrero de 1970) es un periodista argentino, exdirector de la revista Veintitrés y del diario Tiempo Argentino.
En 2017, los lunes a las 17:00 condujo junto a su esposa, Cynthia Ottaviano, el programa Dos por Uno, por Radio Caput.
También dirige la revista Contraeditorial junto a Gustavo Cirelli.
Desde 2024 conduce el programa radial Caballero de día de lunes a viernes de 8:00 a 10:00 h por Somos Radio AM 530 (Buenos Aires).

## Trayectoria
Colaboró en diversas publicaciones, como Al Margen, El Caminante, Cerdos & Peces y la revista Pistas.
Fue redactor de la sección Policiales del diario La Prensa y secretario de redacción de la revista Impacto.
Desde 1998 fue redactor especial de la sección Política de la revista Noticias.
Investigó casos de corrupción política y affaires en organismos de seguridad e inteligencia.
Por su artículo de periodismo de investigación «Así soborna Macri a la prensa con plata de todos» (que publicó en la revista Veintitrés), ganó un premio del IPYS (Instituto Prensa y Sociedad) y de TILAC (Transparency International Latinoamérica y el Caribe), con el auspicio del Open Society Institute.
Esa investigación involucraba el suicidio de Gregorio Centurión, anterior secretario de Comunicación, amigo personal de Mauricio Macri, muerto en circunstancias dudosas, que era quien manejaba los desvíos de dinero para financiar al PRO.
En 2010 fundó y dirigió el diario Tiempo Argentino hasta el 31 de agosto de 2012, cuando formalizó su renuncia. Lo sucedió en el cargo Gustavo Cirelli.
Condujo el programa Mañana es hoy, en las tardes de Radio Nacional (Argentina) y pasó, en la misma emisora, a conducir la segunda mañana, de 9 a 12.
Luego condujo el programa Caballero de día de lunes a viernes de 6 a 9 por Radio Del Plata, acompañado por
Carlos Heller, Damián "Árabe" Ramil,
Pablo Caruso, Horacio Marmurek, Gustavo Lema y Nora Lafón, y por Radio Colonia AM 550 de 9 a 12. 
Actualmente, "Caballero de Día" se emite de lunes a viernes de 8 a 11 por La 990, y lo acompañan Marcos Cittadini, Gustavo Lema, Marcelo Manuele, Romina Zuasnabar, Juan Alonso, además de contar con las columnas especiales de Carlos Heller y Juan Carlos Junio.

## Libros
- 2002: Galimberti: de Perón a Susana. De montoneros a la CIA, con Marcelo Larraquy. Buenos Aires: Santillana, 2002. (versión gratuita en línea).
- 2005: AMIA, la verdad imposible, con Gustavo Cirelli. Buenos Aires: Sudamericana, 2005. ISBN 950-07-2696-3.
- 2015: El nieto. La trágica y luminosa historia de Ignacio «Guido» Montoya Carlotto, con María Seoane. Buenos Aires: Sudamericana, mayo de 2015.
- 2019: "Lo mejor del amor. Por qué funciona el kirchnerismo". Buenos Aires: Sudamericana, 2019.